# Eduard Carl von Martens
Eduard Carl (o Karl Eduard) von Martens (o Carl Eduard von Martens) (1831, Stuttgart-1904, Berlín) fue un naturalista, botánico, zoólogo, malacólogo y carcinólogo alemán.
Estudia en la Universidad de Tubinga, de Stuttgart y de Múnich, obteniendo un diploma en Tubinga, en 1855.
En 1860, participa de una expedición al Extremo Oriente, responsable de la zoología. Mientras el resto de los expedicionarios retornan a Europa, von Martens continua explorando el archipiélago de Malasia 15 meses.
Hasta su muerte en 1904, von Martens trabajaba en el "Museo de Zoología de Berlín dirigiendo el departamento de malacología y de otros invertebrados. Igualmente estuvo a cargo de realizar un nuevo museo, que dirige de 1883 a 1887.
Autor de 155 nuevos géneros (150 moluscos) y cerca de 1.800 nuevas especies (1.680 moluscos, 39 crustáceos y 50 equinodermos).

## Obra
- 1856. Conchyliologische Untersuchungen von Wilhelm Acton. Malakozoologische Blätter 3,194-197
- 1857. Die Ampullarien des Berliner Museums. Malakozoologische Blätter 4,181-213
- 1858. Ueber einige Velutina-Arten. Archiv für Naturgeschichte 24,145-151
- 1858. Ueber einige Brachwasserbewohner aus den Umgebungen Venedigs. Archiv fur Naturgeschichte 24,152-208
- 1859. Neue Heliceen von Mittelamerika. Malakozoologische Blätter 6,17-19
- 1859. Neue Landschnecken aus Haiti. Malakozoologische Blätter 6,53-58
- 1859. Ueber einige Land- und Süsswasser-Schnecken aus Venezuela. Malakozoologische Blätter 6,59-66
- 1859. Beiträge zur Synonymie europäischer Binnenschnecken. Malakozoologische Blätter 6,127-178
- 1860. Die Heliceen, nach natürlicher Verwandtschaft systematisch geordnet von J. Chr. Albers, Wilhelm Engelmann, Leipzig (mit J. Chr. Albers)
- 1860. Drei neue Landschnecken. Malakozoologische Blätter 6,207-208
- 1860. Verzeichnis der von Prof. Peters in Mosambique gesammelten Land- und Süsswasser-Mollusken. Malakozoologische Blätter 6,211-221
- 1860. Die Japanesischen Binnenschnecken im Leidner Museum. Malakozoologische Blätter 7,32-61
- 1860. On the Mollusca of Siam. Proc. Zoological Soc. London 1860,6-18
- 1861. Malakologische Mittheilungen. Malakozoologische Blätter 7,225-228
- 1863. Cyclostomacea in insulis Moluccis proprie sit dictis nec non ins. Halmahera Djilolo lecta et breviter descripta. Malakozoologische Blätter 10,83-87
- 1863. Über die Landschnecken der Molukken. Malakozoologische Blätter 10,105-136
- 1863. Ueber die Landschnecken der Inseln östlich von Java. Malakozoologische Blätter 10,169-180
- 1863. Über neue mexikanische Landschnecken. Monatsberichte der Königlichen Preussischen Akademien der Wissenschaften zu Berlin 1861 noviembre, 540-542
- 1863. Über seine Reise quer durch Sumatra im Jahre 1862. Zeitschrift für Allgemeine Erdkunde 15,551
- 1864. Drei central-asiatische Schnecken. Malakozoologische Blätter 11,114-119
- 1864. Ein neuer Cyclotus. Malakozoologische Blätter 11,113-114
- 1864. Malakologische Bemerkungen. 1. Zu Dohrn's und Heynemann's Aufzählungen der balearischen Schnecken. 2. Ueber Moitessieria Bourg. 3. Ueber die Gattung Bucculinus Adams. Malakozoologische Blätter 11,161-169
- 1864. Über neue Cyclostomaceen und Helicinen aus dem indischen Archipel. Monatsberichte der Königlichen Preussischen Akademien der Wissenschaften zu Berlin 1861 febrero , 116-121
- 1864. Über eine neue Art von Rochen, Trygonoptera javanica aus Batavia und über neue Heliceen aus dem indischen Archipel. Monatsberichte der Königlichen Preussischen Akademien der Wissenschaften zu Berlin 1861 abril, 260-270
- 1864. Diagnosen neuer Heliceen aus dem ostasiatischen Archipel. Monatsberichte der Königlichen Preussischen Akademien der Wissenschaften zu Berlin 1861 julio, 523-529
- 1864g. Über eine Reihe fossiler Muscheln. Zeitschrift der deutschen geologischen Gesellschaft 162,345-351
- 1864. Fossile Süsswasser-Conchylien aus Sibirien. Zeitschrift der deutschen geologischen Gesellschaft 162,345-351
- 1864. Über seine Reisen im ostindischen Archipel im Jahre 1862. Zeitschrift für Allgemeine Erdkunde 16,463
- 1865. On the Australien species of Paludina. The Annals and Magazine of Natural History, ser.3 16,255-256
- 1865. Descriptions of the new species of shells. The Annals and Magazine of Natural History, ser.3 16,428-432
- 1865. Ueber die mexikanischen Binnen-Conchylien aus den Sammlungen von Deppe und Uhde im Berliner Museum. Malakozoologische Blätter 12,1-78
- 1865d. Ueber ostasiatische und neuholländische Paludinen. Malakozoologische Blätter 12,144-151
- 1865e. Zusätze zu dem Aufsätze über Binnen-Conchylien. Malakozoologische Blätter 12,151-153
- 1865. Uebersicht der Land- und Süsswasser-Mollusken des Nil-Gebietes. Malakozoologische Blätter 12,177-207
- 1865. Über neue Landschnecken aus Ost-Indien und über zwei Seesterne von Costa-Rica. Monatsberichte der Königlichen Preussischen Akademien der Wissenschaften zu Berlin 1861 Januar,51-59
- 1866. Verzeichnis der von Dr. E. Schweinfurth im Sommer 1864 auf seiner Reise am rothen Meere gesammelten und nach Berlin eingesendeten zoologischen Gegenstände. Abhandlungen der kaiserlich-königlichen zoologisch-botanischen Gesellschaft in Wien 16,377-382
- 1866. Conchological Gleanings. II. On some species of Assiminea. The Annals and Magazine of Natural History, ser.3 17,202-207
- 1866. Uebersicht der Land- und Süsswasser-Mollusken des Nil-Gebietes. Malakozoologische Blätter 13,1-21
- 1866. Ueber einige afrikanische Binnenconchylien. Malakozoologische Blätter 13,91-110
- 1866. Genus. Lanistes Montfort. In: Novitates Conchologicae. Series Prima. Mollusca extramarina. Beschreibung und Abbildung neuer oder kritischer Land- und Süßwassermollusken., vol. 2 Pfeiffer, K. ed.,285-295
- 1867. Die Preussische Expedition nach Ost-Asien. Nach amtlichen Quellen. Zoologischer Theil. Zweiter Band. Die Landschnecken, vol. 2, Königliche Geheime Ober-Hofbuchdruckerei, Berlin
- 1867. Conchological Gleanings. VI. On the species of Argonauta. The Annals and Magazine of Natural History, ser.3 20,103-106
- 1867. Ueberblick der Najadeen des indischen Archipels. Malakozoologische Blätter 14,10-17
- 1867. Ueber einige Muscheln des oberen Nilgebietes. Malakozoologische Blätter 14,17-20
- 1867. Neuer Bulimus. Malakozoologische Blätter 14,63-64
- 1867. Ueber einige Landschnecken des oberen Amazonenstromgebietes. Malakozoologische Blätter 14,133-146
- 1867. Ueber die ostasiatischen Limnaeaceen. Malakozoologische Blätter 14,211-227
- 1868. Ueber einige ostasiatische Süsswasserthiere. Archiv für Naturgeschichte 34,1-64
- 1868. Zwei neue Landschnecken aus Costarica. Malakozoologische Blätter 15,155-157
- 1868. Ueber einige Heliceen vom Himalaya. Malakozoologische Blätter 15,162-165
- 1868. Ueber drei Philippinische Cochlostylen. Malakozoologische Blätter 15,162-165
- 1868. Ueber südbrasilianische Land-und Süsswassermollusken. Nach den Sammlungen von Dr. R. Hensel. Malakozoologische Blätter 15,169-217
- 1868. Description of a new species. In: Novitates Conchologicae. Series Prima. Mollusca extramarina. Beschreibung und Abbildung neuer oder kritischer Land- und Süßwassermollusken., vol. 3 Pfeiffer, K. ed.,381
- 1869. Mollusken. In: Baron Carl Claus von der Decken's Reisen in Ost-Afrika in den Jahren 1859-1865, vol. 3 Wissenschaftliche Ergebnisse, Part 1, Säugethiere, Vögel, Amphibien, Crustaceen, Mollusken und Echinodermen Kersten, O. ed.,53-66
- 1869. Uebersicht der Land- und Süsswassermollusken der ostafrikanischen Küste von Cap Guardafui bis Port Natal nebst nächstliegenden Inseln. In: Baron Carl Claus von der Decken's Reisen in Ost-Afrika in den Jahren 1859-1865, vol. 3 Wissenschaftliche Ergebnisse, Part 1, Säugethiere, Vögel, Amphibien, Crustaceen, Mollusken und Echinodermen Kersten, O. ed.,148-160
- 1869. Conchologische Notizen. Malakozoologische Blätter 16,72-88
- 1869. Ueber einige abyssinische Schnecken. Malakozoologische Blätter 16,208-215
- 1869. Conchylien aus Zanzibar zwischen Sesamsaamen. Nachrichtenblatt der Deutschen Malakozoologischen Gesellschaft 1,149-156
- 1869. Die Deckel von Neritina, Nerita und Navicella, insbesondere deren Werth für die Systematik. Nachrichtenblatt der Deutschen Malakozoologischen Gesellschaft 1,179-181
- 1870. Conchylien aus dem oberen Nilgebiet. Malakozoologische Blätter 17,32-36
- 1870. Ueber Nassa reticulata L.. Malakozoologische Blätter 17,86-88
- 1870. Über vier Arten Conchylien aus Samarkand. Sitzungsberichte der Gesellschaft naturforschender Freunde zu Berlin Oktober,56-57
- 1871. Die erste Landschnecke von Samarkand. Malakozoologische Blätter 18,61-69
- 1871. Über die von Ehrenberg auf der sibirischen Reise mit Alex. v. Humboldt gesammelten asiatischen Süsswasser-Conchylien. Sitzungsberichte der Gesellschaft naturforschender Freunde zu Berlin Juni,45-50
- 1871. Donum Bismarckianum. Eine Sammlung von Südsee-Conchylien, Ferdinand Berggold, Berlin (mit B. Langkavel)
- 1872. Conchylien aus Alaschka. Malakozoologische Blätter 19,78-99
- 1872. Mollusken der Insel St. Helena. Nachrichtenblatt der Deutschen Malakozoologischen Gesellschaft 4,58-61
- 1873. Description of a new species. In: Catalogue of the marine Mollusca of New Zealand, with diagnoses of the species, vol. Hutton, F.W. ed.
- 1873. Critical list of the Mollusca of New Zealand contained in European collections, with references to descriptions and synonyms, Government printer, Wellington
- 1873. Die Binnenmollusken Venezuela's. In: Festschrift zur Feier des hundertjähringen Bestehens der Gesellschaft naturforschender Freunde zu Berlin, vol. Reichert, K.B. ed.,157-225
- 1873. Sopra alcuni molluschi terrestri di Malta. Bullettino Malacologico Italiano 6,26-29
- 1873. Ueber Land- und Süsswasser-Conchylien aus dem Peloponnes. Malakozoologische Blätter 20,31-50
- 1873. Ueber Landschnecken aus Celebes. Malakozoologische Blätter 20,155-177
- 1874. Sliznyaki Mollusca. In: Reise in Turkestan von Alexis Fedtschenkow. Auf Veranlassung des General-Gouverneurs von Turestan, General Kaufmann Gesellschaft der Freunde der Naturwissenschaften in Moskau ed., vol. 2 Zoologischer Theil 1 Fedchencko, A.P. ed.
- 1874. Ueber vorderasiatische Conchylien, nach den Sammlungen des Prof. Hausknecht. In: Novitates Conchologicae. Series Prima. Mollusca extramarina. Beschreibung und Abbildung neuer oder kritischer Land- und Süßwassermollusken., vol. 5 Pfeiffer, K. ed.
- 1874. Ein neuer Cyclotus. Jahrbücher der Deutschen Malakozoologischen Gesellschaft 1,56
- 1874. Ueber einige südafrikanische Mollusken nach der Sammlung von Dr. G. Fritsch. Jahrbücher der Deutschen Malakozoologischen Gesellschaft 1,119-146
- 1874. Zusammenstellung der von Dr. Georg Schweinfurth in Afrika gesammelten Land- und Süsswasser-Conchylien. Malakozoologische Blätter 21,37-46
- 1874. Beschreibung einer neuen Cochlostyla. Malakozoologische Blätter 21,46-47
- 1874. Neue Helix-Arten aus China. Malakozoologische Blätter 21,67-69
- 1874. Zusätze zu den Mollusken des Peloponneses. Malakozoologische Blätter 21,122
- 1874. Eine neue Clausilie. Malakozoologische Blätter 21,157
- 1874j. Conchylien der libyschen Wüste. Sitzungsberichte der Gesellschaft naturforschender Freunde zu Berlin Juni,63-66
- 1874. Uebersicht der von Al. Fedtschenko in Turkestan gesammelten Conchylien. Sitzungsberichte der Gesellschaft naturforschender Freunde zu Berlin Mai,43-51
- 1874. Fossile Süsswasser-Conchylien aus Sibirien. Zeitschrift der deutschen geologischen Gesellschaft 26,741-751
- 1875. Die Gattung Neritina. In: Systematisches Conchylien-Cabinet von Martini und Chemnitz, vol. 2,1-64
- 1875. Bemerkungen zu vorstehender Arbeit. O. von Moellendorff, Chinesische Landschnecken. Jahrbücher der Deutschen Malakozoologischen Gesellschaft 2,126-135
- 1875. Cristaria Reiniana n.sp.. Jahrbücher der Deutschen Malakozoologischen Gesellschaft 2,136
- 1875. Diagnose einer neuen Macrochlamys. Jahrbücher der Deutschen Malakozoologischen Gesellschaft 2,214
- 1875. Review of Pellegr. Strobel, Materiali per una malacostatica di terra e di aqua dolce dell'Argentina meridionale. Pisa 1875. Jahrbücher der Deutschen Malakozoologischen Gesellschaft 2,268-276
- 1875. List of land and freshwater shells collected by Mr. Osbert Salvin in Guatemala in 1873-1874. Proceedings of the Zoological Society of London 1875,647-649
- 1875. Ostasiatische Land- und Süsswasser-Conchylien. Sitzungsberichte der Gesellschaft naturforschender Freunde zu Berlin Januar,2-4
- 1875. Russische und Sibirische Conchylien, von Ehrenberg gesammelt. Sitzungsberichte der Gesellschaft naturforschender Freunde zu Berlin Juli,88-96
- 1875. Binnen-Mollusken aus dem mittleren China. Malakozoologische Blätter 22,185-188
- 1876. Review of W. Dybowski, Die Gasteropoden-Fauna des Baikal-Sees. Jahrbücher der Deutschen Malakozoologischen Gesellschaft 3,181-184
- 1876. Ueber einige Conchylien aus Westafrika. Jahrbücher der Deutschen Malakozoologischen Gesellschaft 3,236-249
- 1876. Conchylien von den Comoren. Jahrbücher der Deutschen Malakozoologischen Gesellschaft 3,250-253
- 1876. Landschnecken aus Costarica und Guatemala. Jahrbücher der Deutschen Malakozoologischen Gesellschaft 3,253-261
- 1876. Binnen-Mollusken von Chiwa. Jahrbücher der Deutschen Malakozoologischen Gesellschaft 3,334-337
- 1876. Einige neue griechische Schnecken. Jahrbücher der Deutschen Malakozoologischen Gesellschaft 3,338-343
- 1876. Ueber einige japanische Landschnecken. Jahrbücher der Deutschen Malakozoologischen Gesellschaft 3,357-363
- 1876. Transkaukasische Mollusken, von Dr. O. Schneider gesammelt. Jahrbücher der Deutschen Malakozoologischen Gesellschaft 3,364-370
- 1876. Die von Prof. R. Buchholz in Westafrika gesammelten Land- und Süsswassermollusken. Monatsberichte der Königlichen Preussischen Akademien der Wissenschaften zu Berlin 1861 April,253-274
- 1876. Eine neue transcaucasische Clausilie. Nachrichtenblatt der Deutschen Malakozoologischen Gesellschaft 8,90-91
- 1876. Description of nonmarine Mollusca. In: Novitates Conchologicae. Series Prima. Mollusca extramarina. Beschreibung und Abbildung neuer oder kritischer Land- und Süßwassermollusken., vol. 4 Pfeiffer, K. ed.,145-171
- 1876. Die Bulimus-Arten aus der Gruppe Borus. In: Novitates Conchologicae. Series Prima. Mollusca extramarina. Beschreibung und Abbildung neuer oder kritischer Land- und Süßwassermollusken., vol. 5 Pfeiffer, K. ed.,1-26
- 1877. Die Gattung Neritina. In: Systematisches Conchylien-Cabinet von Martini und Chemnitz, vol. 2,65-144
- 1877. Land- und Süsswasser-Schnecken von Puerto Rico. Jahrbücher der Deutschen Malakozoologischen Gesellschaft 4,340-362
- 1877. Helix schweinfurthi sp.n. Jahrbücher der Deutschen Malakozoologischen Gesellschaft 4,368
- 1877. Übersicht der während der Reise um die Erde in den Jahren 1874-1876 auf S.M. Schiff Gazelle gesammelten Land- und Süsswasser-Mollusken. Monatsberichte der Königlichen Preussischen Akademien der Wissenschaften zu Berlin 1861 Mai,261-291
- 1877. Description of nonmarine Mollusca. In: Novitates Conchologicae. Series Prima. Mollusca extramarina. Beschreibung und Abbildung neuer oder kritischer Land- und Süßwassermollusken., vol. 5 Pfeiffer, K. ed.,29-38
- 1877. Uebersicht über die von den Herren Hilgendorf und Dönitz in Japan gesammelten Binnemollusken. Sitzungsberichte der Gesellschaft naturforschender Freunde zu Berlin April,97-123
- 1877. Uebersicht der von Herrn Dr. O. Finsch und dem Grafen zu Waldburg-Zeil in Sibirien gesammelten Mollusken. Sitzungsberichte der Gesellschaft naturforschender Freunde zu Berlin November,237-242
- 1878. Die Gattung Neritiana.. In. Novitates Conchologicae. Series Prima. Mollusca extramarina. Beschreibung und Abbildung neuer oder kritischer Land- und Süßwassermollusken., vol. 2 Pfeiffer, K. ed.,145-208
- 1878. Kaukasische Conchylien. In: Naturwissenschaftliche Beiträge zur Kenntnis der Kaukasusländer, auf Grund seiner Sammelbeute, Schneider, O. ed.,11-34
- 1878. Übersicht der von Hrn. J.M. Hildebrandt während seiner letzten mit Unterstützung der Akademie in Ostafrika ausgeführten Reise gesammelten Land- und Süsswasser-Conchylien. Monatsberichte der Königlichen Preussischen Akademien der Wissenschaften zu Berlin 1861 abril, 288-299
- 1878. Ueber einige Conchylien aus den kälteren Meeresgegenden der südliche Erdhälfte. Sitzungsberichte der Gesellschaft naturforschender Freunde zu Berlin febrero, 20-26
- 1878. Ueber einige Crustaceen und Mollusken, welche das zoologische Museum in letzter Zeit erhalten hat. Sitzungsberichte der Gesellschaft naturforschender Freunde zu Berlin Juni,131-135
- 1879. Übersicht der von Herrn W. Peters von 1843 bis 1847 in Mossambique gesammelten Mollusken. Monatsberichte der Königlichen Preussischen Akademien der Wissenschaften zu Berlin 1861 Juli,727-749
- 1879. Descriptions of nonmarine Mollusca. In: Novitates Conchologicae. Series Prima. Mollusca extramarina. Beschreibung und Abbildung neuer oder kritischer Land- und Süßwassermollusken., vol. 5 Pfeiffer, K. ed.,175-197
- 1879. Vorzeigung einiger von H. Krone auf den Auklandinseln gesammelten Conchylien. Sitzungsberichte der Gesellschaft naturforschender Freunde zu Berlin marzo 37-38
- 1879. Vorzeigung von Landschnecken aus dem chinesischen Löss. Sitzungsberichte der Gesellschaft naturforschender Freunde zu Berlin mayo, 73-74
- 1879. Ueber mehrerlei ausländische Conchylien. Sitzungsberichte der Gesellschaft naturforschender Freunde zu Berlin Juli,99-105
- 1879. Vorzeigung von mittelasiatischen Land- und Süsswasser-Schnecken. Sitzungsberichte der Gesellschaft naturforschender Freunde zu Berlin Oktober,122-126
- 1880. Mollusken. In: Beiträge zur Meeresfauna der Insel Mauritius und der Seychellen, vol. Möbius, K. ed.,181-352
- 1880. Aufzählung der von Dr. Alexander Brandt in Russisch-Armenien gesammelten Mollusken. Mélanges Biologiques 10,379-400
- 1880. Aufzählung der von Dr. Alexander Brandt in Russisch- Armenien gesammelten Mollusken. Bulletin de L'Académie Impériale des Sciences de St. Pétersbourg 26,142-158
- 1880. Description of non-marine Mollusca. Conchologische Mittheilungen 1,33-44
- 1880. Vorzeigung einiger Conchylien aus den sogenannten Muschelbergen Brasiliens. Sitzungsberichte der Gesellschaft naturforschender Freunde zu Berlin Oktober,123-125
- 1880f. Über einige Landschnecken, welche Dr.O. Finsch auf der Karolinien gesammelt hat. Sitzungsberichte der Gesellschaft naturforschender Freunde zu Berlin November,143-147
- 1880. Description of non-marine Mollusca. Conchologische Mittheilungen 1,1-32
- 1881. Die Gattung Navicella.. In. Systematisches Conchylien-Cabinet von Martini und Chemnitz, vol. 2,1-40
- 1881. Descriptions of non-marine Mollusca. Conchologische Mittheilungen 1,73-101
- 1881. Description of non-marine Mollusca. Conchologische Mittheilungen 2,103-121
- 1881. Land-Schnecken von Sokotora. Nachrichtenblatt der Deutschen Malakozoologischen Gesellschaft 13,134-138
- 1881. Ueber mehrere Conchylien, theils aus Central-Asien, theils von S.M. Schiff Gazelle. Sitzungsberichte der Gesellschaft naturforschender Freunde zu Berlin April,63-67
- 1881. Ueber mehrere von S.M. Schiff Gazelle von der Magelhaenstrasse, der Ostküste Patagoniens und der Kerguelen-Inseln mitgebrachte Meeres-Conchylien. Sitzungsberichte der Gesellschaft naturforschender Freunde zu Berlin mayo, 75-80
- 1881. Vorlegung einiger Squilliden aus dem zoologischen Museum in Berlin. Sitzungsberichte der Gesellschaft naturforschender Freunde zu Berlin junio, 91-94
- 1881. Vorlegung zweier Binnenconchylien aus Angola. Sitzungsberichte der Gesellschaft naturforschender Freunde zu Berlin octubre, 121-122
- 1882. Die Gattung Navicella. In: Systematisches Conchylien-Cabinet von Martini und Chemnitz, vol. 2,41-56
- 1882. Binne-Conchylien aus Angola und Loango. Jahrbücher der Deutschen Malakozoologischen Gesellschaft 9,243-250
- 1882. Über centralasiatische Mollusken. Mémoires de l'Académie impériale des Sciences de St.-Pétersbourg Classe physico- mathématique 30,1-65
- 1882. Ueber von Herrn Apollo Kuschakewitz gesammelte centralasiatische Land- und Süsswasser-Schnecken. Sitzungsberichte der Gesellschaft naturforschender Freunde zu Berlin Juli,103-107
- 1882. Vorzeigung zweier neuer Arten von Meer-Conchylien von der Expedition S.M. Sch. Gazelle. Sitzungsberichte der Gesellschaft naturforschender Freunde zu Berlin Juli,107
- 1882. Ueber von den Gebrüdern Krause in Amerika gesammelte Conchylien. Sitzungsberichte der Gesellschaft naturforschender Freunde zu Berlin November,138-143
- 1883. Description of two species of land shells from Porto Rico. Annals of the New York Academy of Sciences 2,370-371
- 1883. Conchylien von Salanga. Conchologische Mittheilungen 2,138-140
- 1883. Mollusken von Sokotra. Conchologische Mittheilungen 2,140-152
- 1883. Diagnosen neuer Arten. Jahrbücher der Deutschen Malakozoologischen Gesellschaft 10,81-84
- 1883. Vorlegung einiger centralafrikanischer, von Dr. Böhm und Lieutenant Wissmann gesammelten Conchylien. Sitzungsberichte der Gesellschaft naturforschender Freunde zu Berlin Mai,71-74
- 1883. Ueber einige von Ruhmer gesammelte Landschnecken und Reptilien aus der Cyrenaika. Sitzungsberichte der Gesellschaft naturforschender Freunde zu Berlin November,147-150
- 1884. Ueber das Vorkommen einiger Landschnecken aus Sardinien und aus Südost-Borneo. Sitzungsberichte der Gesellschaft naturforschender Freunde zu Berlin Dezember,195-199
- 1885. Uebersicht der von Herrn Dr. Alfred Stübel im nördlichen Theil von Süd-Amerika gesammelten Binnen.Conchylien. Conchologische Mittheilungen 2,155-179
- 1885. Binnenmollusken aus Mittel- und Ost-Asien. Conchologische Mittheilungen 2,179-185
- 1885. Landschnecken aus dem Mittelmeer-Gebiet. Conchologische Mittheilungen 2,185-188
- 1885. Afrikanische Binnenmollusken. Conchologische Mittheilungen 2,188-190
- 1885. Ueber Bulimulus und Otostomus. Conchologische Mittheilungen 2,190-197
- 1885. Vorlegung einiger centralasiatische Landschnecken von Fergana. Sitzungsberichte der Gesellschaft naturforschender Freunde zu Berlin Februar,17-18
- 1885. Vorläufige Mittheilung über die Molluskenfauna von Süd-Georgien. Sitzungsberichte der Gesellschaft naturforschender Freunde zu Berlin März,89-94
- 1885. Ueber neu erworbene Conchylien aus dem zoologischen Museum. Sitzungsberichte der Gesellschaft naturforschender Freunde zu Berlin Dezember,190-194
- 1885. Vorlegung von Landschnecken, welche zwischen Kairo und Koseir von Schweinfurth gesammelt wurden. Sitzungsberichte der Gesellschaft naturforschender Freunde zu Berlin März,87-89
- 1885. Ueber brasilianische Land- und Süsswasser Mollusken. Sitzungsberichte der Gesellschaft naturforschender Freunde zu Berlin julio, 147-149
- 1886. Description of a new Physa. In: Systematisches Conchylien-Cabinet von Martini und Chemnitz, vol. 1 Clessin, S. ed.,350
- 1886. Mollusca. In: M.M. Schepman, Systematische lijst, met beschrijving der nieuwe soorten.. In. Midden-Sumatra. Reizen en onderzoekingen der Sumatra-Expeditie ... Deel IV Natuurlijke Historie, I Fauna, 3, vol. 3 Veth, P.J. ed.,5-18
- 1886. Vorzeigungen einiger Land- und Süsswasser-Schnecken von Celebes und von der Goldküste. Sitzungsberichte der Gesellschaft naturforschender Freunde zu Berlin Juli,112-115
- 1886. Vorzeigungen von Schweinfurth gesammelter subfossiler Süsswasser-Conchylien aus Aegyptien. Sitzungsberichte der Gesellschaft naturforschender Freunde zu Berlin Oktober, 126-129
- 1886. Ueber einige neue Landschnecken aus Mittel- und Süd-Amerika. Sitzungsberichte der Gesellschaft naturforschender Freunde zu Berlin Dezember, 161-162
- 1886. Vorzeigungen einiger der von Dr. Gottsche in Japan und Korea gesammelten Land- und Süsswasser-Mollusken. Sitzungsberichte der Gesellschaft naturforschender Freunde zu Berlin Mai,76-80
- 1886. Die Mollusken von Süd-Georgien nach der Ausbeute der Deutschen Station 1882-83. Jahrbuch der Hamburgischen Wissenschaftlichen Anstalten 3,63-135 (con G. Pfeffer)
- 1887-1889. Die Gattung Nerita und Neritopsis. In: Systematisches Conchylien-Cabinet von Martini und Chemnitz, vol. 2,1-64
- 1887. List of the Shells of Mergui and its Archipelago, collected for the Trustees of the Indian Museum, Calcutta, by Dr. John Anderson, F.R.S., Superintendent of the Museum. Journal of the Linnean Society of London Zoology 21,155-219
- 1887. Vorlegung einer neuen Art von Lanistes. Sitzungsberichte der Gesellschaft naturforschender Freunde zu Berlin Juni,96-97
- 1887. Vorlegung einiger Süsswassermuscheln aus Guatemala. Sitzungsberichte der Gesellschaft naturforschender Freunde zu Berlin julio, 106-108
- 1888. Conus prometheus und Strombus fasciatus von Banji. Sitzungsberichte der Gesellschaft naturforschender Freunde zu Berlin abril, 63-64
- 1888. Zwei neue Arten, Bulimus proclivis, Anodonta legumen. Sitzungsberichte der Gesellschaft naturforschender Freunde zu Berlin April,64-65
- 1888. Dahinscheiden des Kaiser Friedrich. Sitzungsberichte der Gesellschaft naturforschender Freunde zu Berlin Juni,89
- 1888. Conchylien aus Kamerun von Zeuner gesammelt, Limicolaria praetexta, n.sp.. Sitzungsberichte der Gesellschaft naturforschender Freunde zu Berlin Oktober,148-149
- 1889. Griechische Mollusken. Gesammelt von Eberh. von Örtzen. Archiv für Naturgeschichte 55,169-240
- 1889. Descripciones de Mollusca no marinos. Conchologische Mittheilungen 3,1-19
- 1889. Ueber südarabische Landschnecken. Nachrichtenblatt der Deutschen Malakozoologischen Gesellschaft 21,145-153
- 1889. Eine neue Damara-Schnecke. Nachrichtenblatt der Deutschen Malakozoologischen Gesellschaft 21,154-155
- 1889. Descripción de nuevas especies de Athoracophorus en N. Zelanda. En H. Simroth, Beiträge zur Kenntniss der Nacktschnecken. Nova Acta Academiae Caesareae Leopoldino-Carolinae Germanicae Naturae Curiosorum 54,1-91
- 1889. Südafrikanische Landschnecken. Sitzungsberichte der Gesellschaft naturforschender Freunde zu Berlin Oktober,160-165
- 1889. Landschnecken aus Lykien. Sitzungsberichte der Gesellschaft naturforschender Freunde zu Berlin November,182-183
- 1889. Landschnecken von Sinai. Sitzungsberichte der Gesellschaft naturforschender Freunde zu Berlin Dezember,200-201
- 1890-1901. Land and freshwater Mollusca. In. Biologia Centrali-Americana, vol. Godman, F.D. & Salvin, O. ed.
- 1890. Neue Landschnecke aus Tripoli. Sitzungsberichte der Gesellschaft naturforschender Freunde zu Berlin April,79-80
- 1890. Landschnecken aus dem Pondo-Land. Sitzungsberichte der Gesellschaft naturforschender Freunde zu Berlin Mai,85-88
- 1890. Eine am Kilimandscharo gesammelte Landschnecke. Sitzungsberichte der Gesellschaft naturforschender Freunde zu Berlin julio, 132
- 1891. Landschnecken des Indischen Archipels. In: Ergebnisse einer Reise in Niederländisch Ost-Indien, vol. Weber, M. ed.,209-263
- 1891. Von Stuhlmann und Emin Pascha in Ukwere, etc. gesammelte Land- und Süsswasser-Conchylien. Sitzungsberichte der Gesellschaft naturforschender Freunde zu Berlin enero, 13-18
- 1891. Neue Art von Süsswassermuscheln aus Westafrica, Cyrenoida rhodopyga. Sitzungsberichte der Gesellschaft naturforschender Freunde zu Berlin enero, 18
- 1891. Die von Preuss in Kamerun gesammelten Land- und Süsswasser-Mollusken. Sitzungsberichte der Gesellschaft naturforschender Freunde zu Berlin febrero, 29-34
- 1891. Süsswasser-Mollusken des malayischen Archipels und einen neuer Unio aus Borneo. Sitzungsberichte der Gesellschaft naturforschender Freunde zu Berlin junio, 109-112
- 1891. Neue Art von Zonites von der Insel Cerigo. Sitzungsberichte der Gesellschaft naturforschender Freunde zu Berlin julio, 148
- 1892. Über einige neue Arten von Land- und Süsswasser-Mollusken aus Uganda und dem Victoria-Nyansa. Sitzungsberichte der Gesellschaft naturforschender Freunde zu Berlin Februar,15-19
- 1892. Ueber die von Dr. Stuhlmann in Nordost-Afrika gesammelten Land- und Süsswasser-Mollusken. Sitzungsberichte der Gesellschaft naturforschender Freunde zu Berlin November,174-181
- 1892. Beschreibung vier neuer Afrikanischer Conchylien-Arten. Sitzungsberichte der Gesellschaft naturforschender Freunde zu Berlin November,181-183
- 1894. Description of a new Limicolaria. In: W.Kobelt, Die Genera Livihacia, Pseudachatina, Perideris, Limicolaria, und Homorus. In: Systematisches Conchylien-Cabinet von Martini und Chemnitz, vol. 1,72
- 1894. Afrikanische Binnenmollusken. Conchologische Mittheilungen 3,1-10
- 1894. Aus Südamerika. Conchologische Mittheilungen 3,10
- 1894. Landschnecken aus Neu-Guinea und den umliegenden Inseln. Conchologische Mittheilungen 3,10-16
- 1894. Mollusken.. In. Zoologische Forschungsreisen in Australien und dem malayischen Archipel, ser. Denkschriften der medicinisch-naturwissenschaftlichen Gesellschaft zu Jena, 8, vol. 5 Semon, R. ed.,83-96
- 1894. Diagnose neuer Arten. Nachrichtenblatt der Deutschen Malakozoologischen Gesellschaft 26,135-136
- 1894. In Paraguay gesammelte Mollusken, insbesondere einige Varietäten von Odontostromus striatus. Sitzungsberichte der Gesellschaft naturforschender Freunde zu Berlin Juli,163-170
- 1894. Neue Süsswasser-Conchylien aus Korea. Sitzungsberichte der Gesellschaft naturforschender Freunde zu Berlin Oktober,207-217
- 1895. Esplorazione del Giuba e dei Suoi Affluenti compiuta dal Cap. V. Bottego durante gli anni 1892-93 sotto gli auspicii della Società Geografica Italiana. Risultati Zoologici. IV. Molluschi terrestri e d'aqua dolce. Annali del Museo civico di storia naturale di Genova 35,63-66
- 1895. Description of a new species. In: H. Rolle, Beitrag zur Fauna von Mexiko. Nachrichtenblatt der Deutschen Malakozoologischen Gesellschaft 27,129-131
- 1895. Neue Land- und Süsswasser-Schnecken aus Ost-Afrika. Nachrichtenblatt der Deutschen Malakozoologischen Gesellschaft 27,175-187
- 1895. Mollusken von Paraguay. Sitzungsberichte der Gesellschaft naturforschender Freunde zu Berlin März,33-35
- 1895. Neue Arten von Landschnecken aus den Gebirgen Ost-Afrikas. Sitzungsberichte der Gesellschaft naturforschender Freunde zu Berlin junio, 120-129
- 1895. Neuer Buliminus aus Süd-Arabien. Sitzungsberichte der Gesellschaft naturforschender Freunde zu Berlin Juni,129-130
- 1895. Einige ostafrikanische Achatinen. Sitzungsberichte der Gesellschaft naturforschender Freunde zu Berlin Juli,145-146
- 1896. Landschnecken von den Inseln Lombok und Boneratu. Sitzungsberichte der Gesellschaft naturforschender Freunde zu Berlin Dezember,157-165
- 1897. Süss- und Brackwasser Mollusken des Indischen Archipels.. In. Zoologische Ergebnisse einer Reise in Niederländisch Ost-Indien, vol. 4 Weber, M. ed.,1-331
- 1897. Beschalte Weichthiere Deutsch-Ost-Afrikas. In: Deutsch-Ost-Afrika, vol. 4 Stuhlmann, F. ed.
- 1897. Conchologische Miscellen II. 1. Ueber einige Olividen. 2. Columbella und Nassa. 3. Scalaria, Lippistes und Laciniorbis. 4. Voluta und Mitra. Archiv für Naturgeschichte 63,157-180
- 1897. Neue Arten und Varietäten. Nachrichtenblatt der Deutschen Malakozoologischen Gesellschaft 29,178-180
- 1898. Land- und Süsswasser-Mollusken der Seychellen nach den Sammlungen von Dr. Aug. Brauer. Mitteilungen aus der Zoologischen Sammlung des Museums für Naturkunde in Berlin 1,1-94
- 1898. Einige kleine Landschnecken von der Cocosinsel. Sitzungsberichte der Gesellschaft naturforschender Freunde zu Berlin noviembre, 156-160
- 1898. Die Diagnosen dreier neuer Arten von Landschnecken aus Niederländisch-Indien. Sitzungsberichte der Gesellschaft naturforschender Freunde zu Berlin November,160-161
- 1899. Mollusca. In: Symbolae Physicae sei icones adhuc ineditae corporum naturalium novorum aut minus cognitorum quae ex per Libyam ... . Zoologica Carlgren, F., Hilgendorf, F., Martens, E.v., Matschie, P., Tornier, G. & Weltner, W. ed.,11-12
- 1899. Conchologische Miscellen III. 1. Neue Land-Schnecken aus Niederländisch-Indien. 2. Binnen-Conchylien aus Ober-Birma. Archiv für Naturgeschichte 65,27-48
- 1900. Über Land- und Süßwasserschnecken aus Sumatra. Nachrichtsblatt der Deutschen Malakozoologischen Gesellschaft 32,1-18
- 1900. Ueber einige Landschnecken aus dem südwestl. Marokko. Nachrichtenblatt der Deutschen Malakozoologischen Gesellschaft 32,121-123
- 1900. Neue Fissurella aus Südbrasilien. Nachrichtenblatt der Deutschen Malakozoologischen Gesellschaft 32,187
- 1900. Einige neue Arten südafrikanischer Landschnecken. Sitzungsberichte der Gesellschaft naturforschender Freunde zu Berlin marzo, 117-119
- 1900. Einige neue von Dr. Füllborn in Deutsch-Ostafrika gesammelte Landschnecken. Sitzungsberichte der Gesellschaft naturforschender Freunde zu Berlin octubre, 177-180
- 1901. Diagnosen neuer Arten. Nachrichtenblatt der Deutschen Malakozoologischen Gesellschaft 33,148-149
- 1901. Einige neue Meer-Conchylien von der deutschen Tiefsee-Expedition. Sitzungsberichte der Gesellschaft naturforschender Freunde zu Berlin enero, 14-26
- 1901. Eine neue Süsswasserschnecke aus Kamerun. Sitzungsberichte der Gesellschaft naturforschender Freunde zu Berlin Januar,26-27
- 1902. Neue Unioniden aus Tonkin und Anam. Nachrichtenblatt der Deutschen Malakozoologischen Gesellschaft 34,130-135
- 1902. Ueber einige Schnecken der Cocosinseln. Sitzungsberichte der Gesellschaft naturforschender Freunde zu Berlin marzo, 59-62
- 1902. Einige neue Arten von Meer-Conchylien aus den Sammlungen der deutschen Tiefseeexpedition unter der Leitung von Prof. Carl Chun 1898-99. Sitzungsberichte der Gesellschaft naturforschender Freunde zu Berlin noviembre, 237-244
- 1903. Ueber einige Schnecken der Cocosinsel. Sitzungsberichte der Gesellschaft naturforschender Freunde zu Berlin März,59-62
- 1903. Süsswasser-Conchylien vom Südufer des Tsad-Sees. Sitzungsberichte der Gesellschaft naturforschender Freunde zu Berlin enero, 5-10
- 1903. Land- und Süsswasser-Conchylien von Ost-Borneo. Sitzungsberichte der Gesellschaft naturforschender Freunde zu Berlin noviembre, 416-428
- 1903. Neue Meer-Conchylien aus den Sammlungen der deutschen Tiefseeexpedition. Nachrichtenblatt der Deutschen Malakozoologischen Gesellschaft 35,97-105
- 1904. Die beschalten Gastropoden der deutschen Tiefsee-Expedition, 1898-1899.. In. A. Systematisch-geographischer Theil., vol. 7 Wissenschaftliche Ergebnisse der deutschen Tiefsee-Expedition auf dem Dampfer "Valdivia" 1898-1899,1-146
- 1904. Anhang VII. Mollusken.. In. Die Kalahari. Versuch einer physisch-geographischen Darstellung der Sandfelder des südafrikanischen Beckens Passarge, S. ed.,754-759
- 1905. Koreanische Süsswasser-Mollusken. Zoologische Jahrbücher 8,23-70
- 1908. Beschreibung einiger im östlichen Borneo von Dr. Martin Schmidt gesammelten Land- und Süsswasser-Conchylien. Mitteilungen aus dem Zoologischen Museum in Berlin 4,249-292 (con J. Thiele)

## Honores
Miembro de
- 1886: Sociedad Zoológica de Londres
- Academia Alemana de las Ciencias Naturales Leopoldina
- La abreviatura «E.Martens» se emplea para indicar a Eduard Carl von Martens como autoridad en la descripción y clasificación científica de los vegetales.[1]

## Abreviatura (zoología)
La abreviatura Martens  se emplea para indicar a Eduard Carl von Martens como autoridad en la descripción y taxonomía en zoología.